# Simomura Oszamu
Simomura Oszamu (japánul 下村 脩, Hepburn-átírással Shimomura Osamu; Fukucsijama, 1928. augusztus 27. – Nagaszaki, 2018. október 19.) japán szerves kémikus. 2008-ban Martin Chalfieval és Roger Tsiennel közösen elnyerte a kémiai Nobel-díjat a zöld fluoreszcens protein felfedezéséért.

## Tanulmányai
Simomura Oszamu 1928. augusztus 27-én született a Kiotó prefektúrában fekvő Fukucsijama városában Simomura Chikara, a hadsereg századosa és Simomura Jukie első gyermekeként. 1933-ban apját a japán megszállás alatt lévő Mandzsúriába vezényelték; ezalatt a család az apai nagyszülőkhöz költözött a Nagaszaki prefektúrában lévő Szaszebo városba. Miután Mandzsúriában a japánok leverték a helyi felkelést és a helyzet biztonságosabbá vált, 1935-ben Oszamu családja apja után utazott három évre, amíg őt a szovjet határhoz nem küldték. Ezután újból visszamentek Japánba, a nagyszülőkhöz. Oszamu Szaszebóban járt iskolába, míg 1941-ben apját Oszakába küldték és a család követte őt. Oszamu gyerekkorában tuberkulózisban szenvedett; szeretett repülőmodelleket építeni, egyik művét egy boltban is kiállították.
A háború előrehaladtával apját Thaiföldre vezényelték, majd 1944 nyarán a család az amerikai bombázások elől az anyai nagyszülőkhöz költözött a Nagaszaki melletti Iszajahába. Szeptemberben iskola helyett az egész osztályát egy haditengerészeti repülőtérre küldték dolgozni. Két hónappal később a repülőteret szétbombázták; a 16 éves Oszamu ezután egy repülőgépmotorokat javító üzemben dolgozott.
1945. augusztus 9-én az üzemtől mintegy 15 km-re lévő Nagaszakira atombombát dobtak az amerikaiak. Oszamu visszaemlékezéseiben leírta, hogy még az épületen belül is fél percre elvakult és miután hazaindult, a szemerkélő "fekete esőben" fehér inge teljesen szürkére változott. A sugárzó nukleáris csapadék káros hatásaitól a hazaérkezése után vett fürdő védte meg. Másnap besorozták egy mentőcsapatba, de a megrongálódott utak és vasutak miatt nem érték el Nagaszakit.
Miután Japán kapitulált és véget ért a világháború, Oszamu több helyen is megpróbált továbbtanulni, de három főiskola is visszautasította, mert középiskolája utolsó évében egyáltalán nem kapott oktatást. Végül a bomba által elpusztított és ideiglenesen barakkokban elhelyezett Nagaszaki Gyógyszerészeti Főiskolára vették fel 1948-ban. Mostoha körülmények között tanult, a főiskolának nem volt pénze kémiai reagensekre és a diákok folyton éhesek voltak. Simomura 1951-ben osztályelsőként diplomázott és miután a főiskolát a Nagaszaki Egyetem gyógyszerészeti tanszékeként szervezték újjá, az egyetem felajánlott neki egy analitikai kémiai asszisztensi állást.

## Munkássága
Simomura négy évig dolgozott itt, közben kapilláris-kromatográfiai kísérleteket végzett, majd a Nagojai Egyetemen Hirata Josimasza, a szerves kémia professzora vette magához munkatársként. Azt a feladatot kapta, hogy a Cypridina nevű, lumineszkáló tengeri rákból izolálja a luciferint a szerkezetmeghatározáshoz. Nehéz megbízás volt, amerikai egyetemek sem boldogultak az instabil vegyülettel, de Simomura tízhónapos kemény munkával sikeresen tisztította és kristályosította az anyagot, majd a professzorral együtt részlegesen meghatározták a szerkezetét.
1959 tavaszán vendégkutatói meghívást kapott Frank Johnsontól a Princeton Egyetemről. Utazása előtt Hirata segítségével megszerezte a doktori címet (bár formálisan nem volt doktori iskolában), mert így amerikai fizetése kétszeresére nőtt. Az első néhány hónapban bemutatta módszerét a Cypridinából való luciferin-extrakcióra, majd Johnsonnal (és Simomura feleségével, valamint asszisztensükkel Yo Saigával) együtt átautóztak a nyugati partra, hogy a Vancouver-sziget mellett az Aequorea victoria világító medúza biolumineszcenciáját tanulmányozzák. 1961 szeptemberében a gyűjtött mintákkal visszatértek a Princetonra, ahol Simomura a következő év februárjára sikeresen izolálta a medúza lumineszkálásért felelős anyagot: egy fehérjét, amely kalcium jelenlétében világított. Ezt aequorinnak nevezték el, majd a fehérje tisztítása közben elválasztottak egy kisebb, zölden fluoreszkáló fehérjét is, amely a zöld fluoreszcens protein (angol rövidítéssel GFP) nevet kapta. Ezek voltak az első ismert fénykibocsátó fehérjék. 1962 augusztusában tanulmányozta a bermudai világító tengeri gyűrűsférget, az Odontosyllis enoplá-t és luciferintermelését.

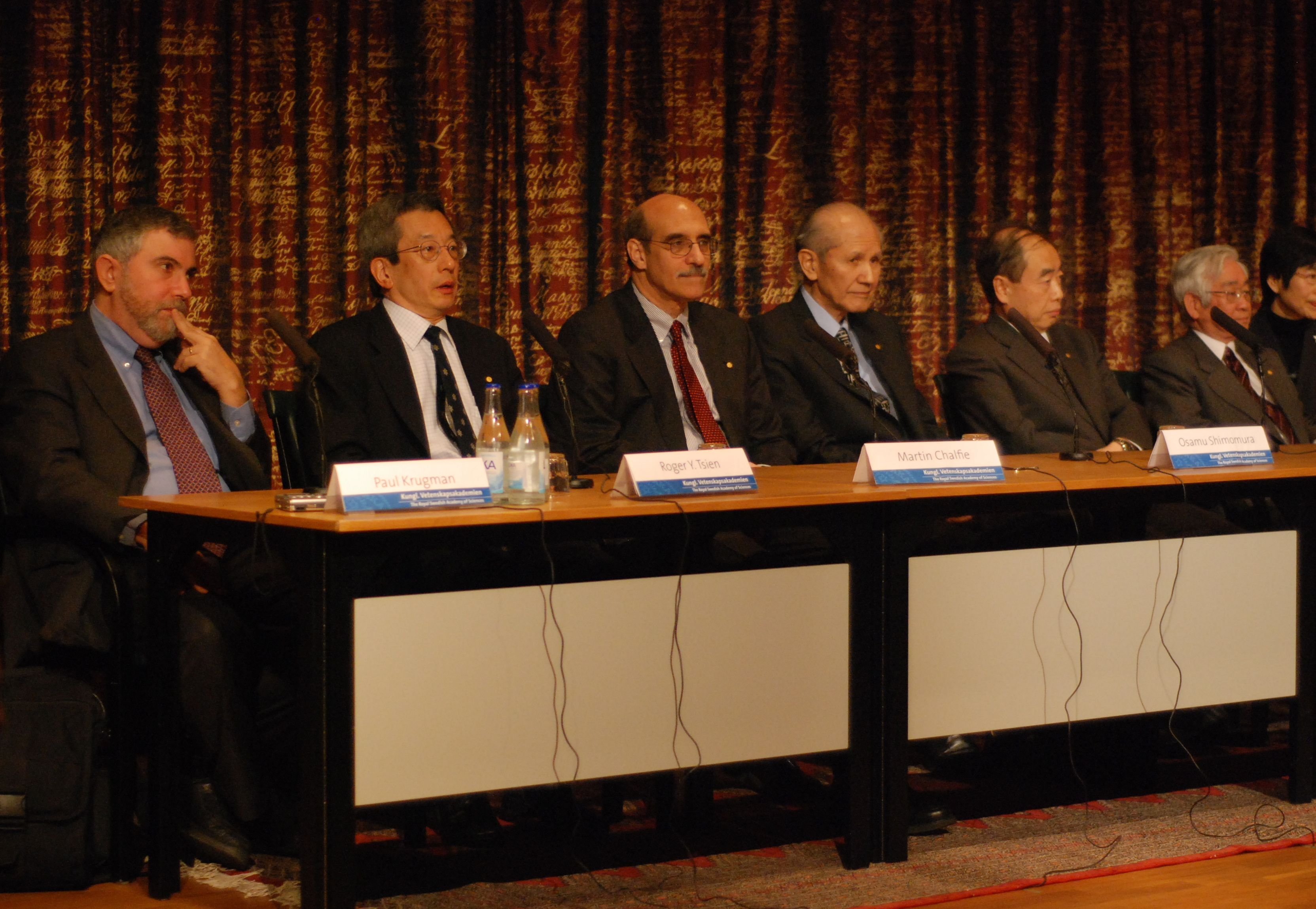
A 2008-as Nobel-díjasok, balról jobbra: Paul Krugman, Roger Tsien, Martin Chalfie, Simomura Oszamu, Kobajasi Makoto és Maszukava Tosihide

1963-ban visszatért Japánba, ahol a Nagojai Egyetem Vízkutató Intézetében docensi állást kapott. 1964-ben sikerült teljesen mértékben meghatároznia a luciferin szerkezetét. 1965-ben Új-Zélandon tanulmányozta a fénykibocsátó barlangi Arachnocampa luminosa légyfélét és a Latia édesvízi csigát, majd decemberben visszatért a Princetonra, hogy meghatározza az aequorin lumineszcenciájának mechanizmusát. A munka 12 évig tartott, csak 1972-re sikerült a fehérje kromoforszerkezetének feltárása, eközben minden nyáron a Vancouver-szigetnél töltöttek mintagyűjtéssel; naponta 3 ezer medúzát szedtek ki a tengerből. Emellett számos más organizmus világítási módszerét is tanulmányozta: a Latia csigáét, Meganyctiphanes rákét, a Chaetopterus gyűrűsféregét, a Watasenia scintillans lábasfejűét, ezenkívül űrbélűeket és baktériumokat is. A 70-es évek végén sikerült meghatároznia a GFP kromoforjának szerkezetét.
Frank Johnson 1977-ben nyugdíjba vonult és Simomura néhány évvel később szintén otthagyta a Princetont, hogy a massachusettsi Woods Hole-ban az ottani Tengerbiológiai Laboratórium kutatójaként dolgozzon a világító állatokkal; emellett a Bostoni Egyetemen is előadott.
A 70-es évektől kezdődően az aequorint egyre szélesebb körben kezdték alkalmazni a sejtbiológusok és fiziológusok a kalcium jelenlétének kimutatására. Simomura is részt vett ezekben a kutatásokban, 1988-ban harvardi kollaborációban mutációs analízist végeztek a fehérjén, 1995-ben röntgendiffrakcióval meghatározták általános szerkezetét, 2000-ben pedig teljes 3D-felépítését.
1994-ben Martin Chalfienak a Columbia Egyetemen sikerült E. coli baktériumban és C. elegans fonálféregben klónoznia a GFP-t, amely ezekben az élőlényekben is világított. A San Diegó-i Egyetemen Roger Tsien módosította a GFP kromoforját, hogy az ne csak zöld, hanem más színekben is lumineszkáljon. A GFP hamarosan a sejtbiológiai, élettani és orvosi kutatások és tesztek fontos alkotóelemévé vált.
Simomura 2001-ben nyugdíjba vonult, de házának alagsorában laboratóriumot rendezett be magának, ahol folytatta munkáját. 

## Díjai
Simomura Oszamu, Martin Chalfie és Roger Tsien 2008-ban kémiai Nobel-díjat kapott a zöld fluoreszcens proteinnel végzett munkájukért. Simomura ezenkívül 2004-ben megkapta a Pearse-díjat, 2005-ben az Emile Chamot-díjat, 2006-ban az Aszahi-díjat, 2012-ben az Aranyliba-díjat, 2008-ban pedig Kultúrarenddel tüntették ki. 2013 óta tagja az Amerikai Tudományos Akadémiának. 

## Családja
Simomura 1960-ban vette feleségül Okubo Akemit, akit hagyományos módon, házasságközvetítő révén keresett neki családja és akinek gyógyszerészi végzettsége volt. Fia, Simomura Cutomu fizikus lett. 